# 서울응봉초등학교
서울응봉초등학교는 대한민국 서울특별시 성동구 응봉동에 있는 공립 초등학교이다.

## 학교 연혁
- 1971년 9월 1일 서울응봉국민학교 개교 (현 광희중학교 위치)
- 1976년 2월 28일 제3회 졸업식(학교장 이수한, 이병우)
- 1976년 8월 31일 폐교
- 2002년 7월 12일 서울응봉초등학교 설립인가
- 2002년 10월 24일 서울응봉초등학교 개교식
- 2008년 9월 16일 과학실 현대화 사업
- 2010년 9월 14일 학교 잔디운동장 전면 개보수
- 2010년 12월 10일 교실, 교무실, 환경 개선사업 완료
- 2010년 12월 28일 응봉 오케스트라 창설, 방과후학교 12반 신설
- 2014년 10월 28일 화장실 현대화 사업
- 2015년 7월 16일 방송실 현대화 사업
- 2015년 12월 25일 꾸미고 꿈꾸는 학교 화장실 만들기 사업 완료(3, 5학년동)
- 2016년 2월 16일 제16회 졸업식(161명 졸업)
- 2017년 2월 16일 제17회 졸업식(150명 졸업)
- 2018년 2월 14일 제18회 졸업식(150명 졸업)
- 2019년 2월 15일 제19회 졸업식(145명 졸업)
- 2019년 9월 1일 제7대 박경남 교장 부임
- 2020년 2월 12일 제20회 졸업식(180명 졸업)
- 2020년 9월 15일 인조잔디 운동장 기초공사 및 스탠드 보수공사
- 2021년 1월 8일 제21회 졸업식(178명 졸업)
- 2021년 2월 28일 도서관, 학년연구실, 교과실, 보건실 리모델링
- 2021년 9월 1일 개교 50주년

## 참고 자료
- 서울응봉초등학교 - 한국교육학술정보원 학교알리미